# Ledenjačko jezero
Ledenjačko jezero je vrsta jezera koji se javlja najčešće u visokoplaninskim predjelima. Njihov nastanak je vezan uz prethodni erozivni ili akumulativni rad ledenjaka. Ledenjačka jezera prema mjestu nastanka mogu biti
akumulativna – (morenska) ili erozivna – (cirkna i valovska).